# 殷不佞
殷不佞（518年—573年），字季卿，陳郡長平縣人，南朝梁到陳政治人物。殷不害之弟。

## 生平
南朝梁尚書中兵郎殷高明之子。年輕時喪父，與兄長一起侍奉老母。好讀書，擅長吏事。在南朝梁的第一個官職是尚書中兵郎。後來，湘東王蕭繹承制，不佞為戎昭将軍、武陵王諮議参軍。
承聖元年（552年），出任武康縣縣令。由於飢荒、人民失業，招募了一千名士兵。
承聖3年（554年），西魏軍攻陷江陵，其母親死去，兄长殷不害被西魏军带走。
永定元年（557年），南朝陳國建國後，殷不佞被任命為戎昭将軍、婁縣縣令，居處之節，如始聞問，若此者又三年。後來，四兄殷不齊從江陵迎母喪柩歸葬。殷不佞親自搬土，手植松柏，每年的伏臘時節，必有三日斷食不吃東西。
永定3年（559年），文帝即位，殷不佞被任命為尚書左民郎，不就任。後為始興王諮議参軍、兼尚書右丞、轉任東宮通事舎人。
天康元年（566年），陳文帝崩，陳廢帝嗣立，陳頊為太傅、錄尚書輔政，甚為朝望所歸。殷不佞素以名節自立，又受委東宮，乃與僕射到仲舉、中書舍人劉師知、尚書右丞王暹等，謀矯詔出陳頊。眾人猶豫，未敢先發，不佞乃馳詣相府，面宣敕，令相王還第。及事發，仲舉等皆伏誅，陳頊雅重殷不佞，特赦之，免其官而已。
陳宣帝即位，以為軍師始興王諮議參軍，加招遠將軍。尋除大匠卿，未拜，加員外散騎常侍，又兼尚書右丞。俄遷通直散騎常侍，右丞如故。
太建五年（573年）卒，時年五十六。詔贈祕書監。

## 子女
- 長子：殷梵童，官至尚書金部郎。
- 次子：殷芊，唐朝东宫学士。